# トランスマシュ
公開株式会社トランスマシュ (JSC Transmash) は鉄道車両や軌道敷設機器、除雪車を専門に取り扱うロシアの鉄道機器メーカーである。

## 歴史
1898年に「エンゲルス輸送機械製造工場」として創業した。1956年には除雪車の製造を開始した。1996年には公開株式会社となり、保線機器および分岐器やバラスト運搬用の保線車両も製造するようになった。2004年からはコンテナ車の製造も行っている。
ロシア国内向けのブレーキ生産に強みがあり、貨車・客車向けから機関車、電車や地下鉄、さらには高速鉄道に至るまで手広く手がけている。

## 事業分野
除雪車やコンテナ車、バラスト運搬車、分岐器運搬車の製造から車両のオーバーホールも行っている。